# Dorney
Dorney är en ort och civil parish i Storbritannien.   Den ligger i kommunen Buckinghamshire och riksdelen England, i den södra delen av landet, 40 km väster om huvudstaden London. Dorney ligger 25 meter över havet och antalet invånare är 713.
Terrängen runt Dorney är platt. Runt Dorney är det tätbefolkat, med 849 invånare per kvadratkilometer. Närmaste större samhälle är Slough, 4,7 km öster om Dorney. Trakten runt Dorney består till största delen av jordbruksmark.